# Топчиев, Александр Васильевич
Александр Васильевич Топчиев (27 июля [9 августа] 1907, Михайловка, область Войска Донского — 27 декабря 1962, Москва, РСФСР, СССР) — советский химик-органик, организатор науки, академик АН СССР (1949), главный учёный секретарь Президиума АН СССР (1949—1959), вице-президент АН СССР (1958—1962). Основные труды в области нефтехимии, галогенирования, алкилирования, химии углерода.

## Биография
Родился 27 июля (9) августа 1907 года в слободе Михайловка (ныне город, Волгоградская область). Его семья была незаурядной, несмотря на то, что отец был выходец из простых крестьян. В 1921 году со своими родителями переехал в Москву. Сразу же поступил в техникум кустарной промышленности ВСНХ РСФСР, совмещая учёбу с работой рассыльным в московском отделе народного образования. При окончании техникума получил специальность техника по красильно-набивному делу.
В год окончания техникума он поступил в МХТИ имени Д. И. Менделеева. Одновременно работал преподавателем химии в том же техникуме. Студентом активно участвовал в комсомольской и профсоюзной работе, проявляя сильный интерес к учёбе. Член ВКП(б) с 1932 года.
Окончив институт и получив квалификацию инженера-технолога в 1930 году, поступил в аспирантуру на кафедру органической химии. Через два года стал доцентом кафедры органической химии МХТИ имени Д. И. Менделеева. В 1937 году защитил кандидатскую диссертацию на тему: «О нитрировании окислами азота углеводородов и других органических соединений».
В 1937 году назначен заведующим кафедрой органической химии Технологического института пищевой промышленности.
Перед войной в 1940 году переходит работать в Московский нефтяной институт им. И. М. Губкина на должность заведующего кафедрой органической химии и химии нефти. Там проработал до 1962 года. В разгар войны почти весь институт был эвакуирован в Уфу, а оставшаяся в Москве его часть получила статус филиала, директором которого и назначили Топчиева. Высшая аттестационная комиссия в 1944 утвердила его в профессорском звании. Уже в этом звании защитил докторскую диссертацию на тему: «Некоторые новые пути нитрования углеводородов». По окончании войны он был назначен директором МНИ имени И. М. Губкина. Проработал на этом посту до 1947 года.
Два года после этого он выполнял обязанности заместителя министра высшего образования СССР.
В этом качестве руководил организацией т. н. «Всесоюзного совещания физиков» (декабрь 1948 — март 1949), в рамках которого планировалось, вслед за триумфом Лысенко над биологией, произвести своеобразное «лысенкование» физики.
В 1949 году избран в действительные члены АН СССР по специальности «органическая химия». В том же году он получает должность главного учёного секретаря, а спустя 9 лет — вице-президента. Ещё четыре года до конца своей жизни он посвятил работе в Академии Наук СССР.
Депутат ВС РСФСР 4—5 созывов. Действительный член академий наук Болгарии (1958) и Чехословакии, член-корреспондент Академии наук Румынии, почётный член Академии наук Венгрии.
Участник первой Пагуошской конференции учёных (1957), председатель Советского Пагуошского комитета в 1957—1962 годах, член Постоянного комитета Пагуошского движения учёных в 1958—1962 годах.

Могила на Новодевичьем кладбище Москвы

Умер 27 декабря 1962 года в Москве, похоронен на Новодевичьем кладбище (участок № 8).

## Семья
Братья: Алексей Васильевич (1912—1969) — министр общего машиностроения СССР; Николай Васильевич (1905—1961) — начальник Главкислорода при Совете Министров СССР; Пётр Васильевич (1915—1977), был военно-морским лётчиком, командиром минно-торпедного авиационного полка дальнего действия ВВС Северного флота, имел воинское звание полковника, в дальнейшем служил на ответственных должностях Министерства гражданской авиации.
Сестра Клавдия Васильевна (1911—1984) — химик; 
- Сын Топчиев, Дмитрий Александрович (1940—2021) — химик.

## Награды и премии
- Ленинская премия (1962)
- Сталинская премия третьей степени (1950) — за разработку и внедрение новых авиационных двигателей
- два ордена Ленина
- два ордена Трудового Красного Знамени[7]
- медали[какие?].

## Вклад в науку
В 1950-х в мире началось активное развитие нефтегазовой и нефтехимической отрасли. И именно по инициативе Топчиева в России была отдельно выделена проблема «Нефтехимии». Он во многом способствовал развитию научно-исследовательских институтов данной специальности и делал всё от него зависящее для превращения нефтехимии и
нефтепереработки в одну из самых динамично развивающихся областей наук в России.
В 1954 году под его руководством прошло первое Всесоюзное совещание по химической переработке углеводородов, на котором присутствовали руководители разных министерств.
Он принимал активное участие в подготовке доклада Н. С. Хрущёва на Пленуме ЦК КПСС, посвящённого развитию химии и химической промышленности в России.
В этом же 1958 году был образован Институт нефтехимического синтеза, первым директором которого и стал А. В. Топчиев.
Автор более 300 работ, 10 монографий в области органической химии и химии нефти, хлорирования и нитрирования алканов, кремнийорганических соединений и не только. Автор множества научно-популярных и научно-публицистических книг по истории науки. Являлся главным редактором журнала «Нефтехимия», который начал выпускаться в 1961 году, председателем редколлегии международного ежегодника «Наука и человечество», входил в коллегию журналов «Вестник АН СССР» и «Химия и технология топлива» и сыграл заметную роль в становлении ещё серии русских научных журналов.
Нитрование
Первые работы Топчиева были посвящены нитрованию ароматических соединений и аминов с помощью диоксида азота. Кроме этого, были изучены различные нитрующие агенты, субстраты данных реакций, активаторы и катализаторы процессов. Разработал методы нитрования предельных углеводородов, в числе которых нитрование метана в присутствии хлора.
Изучение механизмов нитрования было основной задачей научных работ Топчиева и его сотрудников. Он доказал, что реакции нитрования имеют цепной радикальный механизм, который до сих пор является общепризнанным.
Несколько его исследований посвящены низкотемпературному нитрованию углеводородов нитратами металлов в присутствии галогенсодержащих веществ. Им был развит метод нитрования, основанный на данных работах, и предложен механизм реакции.
Алкилирование
Реакции полимеризации и алкилирования изопарафинов и ароматических веществ непредельными углеводородами стали центральной темой его исследований в послевоенный период. Изучал и влияние таких катализаторов, как фтористый бор и его соединения, на протекание реакций. Целью этих широких работ было получение высокооктановых добавок к бензину.
Итогом его научных работ по цеолитным катализаторам стали методы получения алкилароматических углеводородов.
Кремнийорганические соединения
Изучались пути прямого синтеза некоторых кремнийорганиеских соединений. Соавтором многих работ Топчиева на эту тему стал Н. С. Намёткин. Они описали такие реакции, как присоединение гидридсиланов к ненасыщенным органическим соединениям, присоединение хлор- и бромводородных соединений кремния, дигидросиланов к олефинам и циклоолефинам. Как правило, авторы использовали платиновые катализаторы и инициирование ультафиолетовым излучением.
Топчиев и его коллеги разработали принципиально новый метод получения кремнийорганики, в основе которого лежит чередование кремнийметиленовых и силоксановых звеньев. Он впервые обнаружил возможность получать высокомолекулярные растворимые кремнийорганические полимеры.
Синтез был не единственной областью изучения кремнийорганических молекул, учёные работали над исследованием зависимостей физико-химических параметров соединений от их строения. Эти работы принесли Институту Нефтехимического Синтеза всемирную известность.
Полимеризация
Открытие реакции полимеризации этилена и пропилена послужило толчком к созданию группы в Институте Нефтехимического Синтеза, которая стала заниматься изучением газообразных олефинов в реакции полимеризации. Большое внимание уделялось изучению катализаторов реакции — алюминийорганических и металоксидных соединений.
Одним из наиболее интересных результатов, полученных группой Топчиева, стал процесс полимеризации пропилена в жидком пропане. Благодаря высокой скорости и конверсии реакции учёным удалось внедрить этот процесс на Московском Нефтеперерабатывающем заводе. Теперь эта реакция используется на нефтеперерабатывающих заводах многих стран мира.
Топчиев работал над темой полисопряжённых соединений, которые представляют собой полимерные молекулы с участками сопряжённых двойных связей. Научная группа изучала как способы синтеза таких макромолекул, так и физико-химические свойства, при этом уделяя большое внимание электропроводности материала.
Одним из перспективных направлений в Институте Нефтехимического Синтеза стало изучение физиологически активных полимеров.
Организовал группу по изучению стереоспецифической полимеризации. Для достижения цели пригласил в Институт нефтехимического синтеза высококлассного специалиста в этой области Бориса Александровича Долгоплоска. Результаты работы сильно продвинули область полимерной химии. Заметная часть исследований нашла практическое применение в промышленности.

## Публикации
Основные монографии:
- Топчиев А. В. Избранные труды в 3-х кн. — М.: Наука, 1965.
  - Кн. I. Нитрование. 1965. 427 с.
  - Кн. II. Алкилирование. 1965. 558 с.
  - Кн. III. Полимеризация. Кремний-органические соединения. 1966. 528 с.
- Топчиев А. В. и др. Значение нефти в производстве современных синтетических материалов. — М.: Изд-во Акад. Наук СССР. 1959. — 128 с.
- Топчиев А. В. Нитрование углеводородов и других органических соединений. — М.: Изд-во Акад. Наук СССР. 1956. — 488 с.
- Топчиев А. В. и др. Реакция алкилирования органических соединений олефинами. — М.: Изд-во Акад. Наук СССР. 186. — 324 с.
- Топчиев А. В. и др. Фтористый бор и его соединения как катализаторы в органический химии. — М.: Изд-во Акад. Наук СССР. 1956. — 356 с.
- Топчиев А. В. Соединения фтористого бора как катализаторы в реакциях алкилирования, полимеризации и конденсации. — М.; Л.: Гостоптехиздат, 1949. — 150 с.

## Память
Именем Топчиева названы:
- Улицы в г. Донецке, в г. Михайловка Волгоградской области
- Улица в микрорайоне «Маяк» в г. Алматы, Республика Казахстан;
- Теплоход «Академик Топчиев»
- Институт нефтехимического синтеза Российской Академии Наук.
- С портретом А. В. Топчиева выпущены почтовые маркированные конверты.
- Для студентов Российского государственного университета нефти и газа им. И. М. Губкина учреждена Топчиевская стипендия.
- На здании Института нефтехимического синтеза им. А. В. Топчиева РАН установлена мемориальная доска учёному.